# Casper Wortmann
Casper Wortmann (født 18. maj 1988 i Odense) er en dansk professionel speedwaykører, der i 2011 kører for Fjelsted Speedway Klub i den danske superliga og for Randers Lions i den danske 1. division.
Casper Wortmann var den 6. april 2008 involveret i et styrt, der nær havde kostet ham livet, da han kørte for sin daværende engelske klub Mildenhall Tigers, men efter et længere genoptræningsforløb vendte han tilbage til England og kørte sæsonen færdig. Efterfølgende har han kørt for klubberne Newcastle Diamons, King's Lynn Stars og Workington Comets.